# Memoria ad accesso sequenziale
La memoria ad accesso sequenziale (o seriale), spesso indicata con l'acronimo SAM (dall'inglese Serial/Sequential Access Memory), è una tipologia di memoria informatica in cui le posizioni di memoria sono posizionate in sequenza e per accedere ad una qualunque di esse è necessario scorrere tutte quelle che la precedono o che la seguono, partendo da quella a cui si è acceduto precedentemente.
La memoria ad accesso sequenziale si contrappone alla memoria ad accesso casuale e alla memoria ad accesso diretto le quali permettono invece entrambe di accedere direttamente a qualunque indirizzo di memoria, anche se con delle differenze.

## Caratteristiche e utilizzo
La memoria ad accesso sequenziale comporta tempi di accesso alle posizioni di memoria notevolmente superiori rispetto alla memoria ad accesso casuale e alla memoria ad accesso diretto, motivo per cui è utilizzata come memoria secondaria.
La memoria ad accesso sequenziale ha comunque un costo notevolmente inferiore rispetto alla memoria RAM. Inoltre ha una maggiore resistenza ed è non volatile. Esempi di memoria ad accesso sequenziale sono il nastro magnetico e la memoria a tamburo.